# The Alesha Show
The Alesha Show é o segundo álbum de estúdio de Alesha Dixon, ex-membro da banda de garagem do Reino Unido, Mis-Teeq, e o seu primeiro álbum com nome completo, pois o seu último apenas referenciava o seu primeiro nome, Alesha. O álbum foi realizado a 24 de Novembro de 2008 no Reino Unido, produzido pela Xenomania, que também produziu o primeiro single do álbum "The Boy Does Nothing".

## Recepção

### Comercial
O álbum estreou na tabela UK Albums Chart em número vinte seis, vendendo 26,000 cópias. Caiu para o top 75 da tabela, quatro semanas depois. No entanto, após o lançamento do seu primeiro single, "The Boy Does Nothing", o álbum reentrou para a tabela em número sessenta e quatro. Após o lançamento do seu segundo single, "Breathe Slow", subiu lenatamente até atingir a posição doze, dando ao álbum o seu primeiro top 20, sendo também certificado como "Ouro" pela BPI, por ter vendido mais de 100,000 cópias.
Seguido do lançamento internacional do single "The Boy Does Nothing", o álbum entrou em várias tabelas da Europa, incluindo a French Albums Chart , que ficou na posição trinta e nove, segundo a Syndicat National de l'Édition Phonographique.

## Crítica
O álbum, no geral, recebeu boas críticias, como a da Play.com que disse sobre o álbum, "Touching on all manner of musical styles including '60s soul, big-band swing, and heart-wrenching balladry, The Alesha Show is an accomplished debut that will have lovers of all music genres dancing and singing along." Digital Spy deu três estrelas e referenciou o facto de ser um bom álbum para oferecer a uma mulher.

## Faixas
1. "Welcome To The Alesha Show" (Alesha Dixon, Marsha Ambrosius & Yann Mace) — 0:26
2. "Let's Get Excited" (Alesha Dixon, Thaddis Harrell, Sean Hall & Todd Herfindal) — 3:18
3. "Breathe Slow" (Carsten Schack, Kenneth Karlin & Harold Lilly) — 4:13
4. "Cinderella Shoe" (Miranda Cooper, Alesha Dixon, Brian Higgins, Carla-Marie Williams & Nick Coler) — 2:41
5. "The Boy Does Nothing" (Miranda Cooper, Alesha Dixon, Brian Higgins & Carla-Marie Williams) — 3:34
6. "Chasing Ghosts" (Alesha Dixon & Steve Brooker) — 3:43
7. "Play Me" (Miranda Cooper, Alesha Dixon, Brian Higgins, Jon Shave, Toby Scott, Jason Rech & Kieran Jones) — 3:36
8. "Hand It Over" (Alesha Dixon, Harvey Mason Jr., Warren Felder, James Fauntleroy II & F. Storm) — 3:35
9. "Do You Know The Way It Feels" (Diane Warren & Steve Lipson) — 4:04
10. "Can I Begin" (Alesha Dixon, A. Shuckburgh, Amanda Ghost & Ian Dench) — 3:32
11. "Italians Do It Better" (Miranda Cooper, Alesha Dixon, Brian Higgins, Jason Resch, K. Jones & Tim Powell) — 4:10
12. "Ooh Baby I Like It Like That" (Miranda Cooper, Alesha Dixon, Brian Higgins & S. Collinson) — 3:45
13. "Don't Ever Let Me Go" (Miranda Cooper, Nick Coler, Alesha Dixon, Brian Higgins, Tim Powell, Angus Stone & Julia Stone) — 3:44
14. "I'm Thru"/"Mystery - hidden track"(Miranda Cooper, Brian Higgins, Matt Gray & Owen Parker/Miranda Cooper, Nick Coler, Alesha Dixon, Matt Gray, Brian Higgins & Tim Powell) — 8:56
Edição Deluxe iTunes do Reino Unido e Austrália
15. "Welcome To The Alesha Show (Versão alargada)" (Alesha Dixon, Marsha Ambrosius & Y. Mace) — 3:18
16. "I Don't Wanna Mess Around" — 3:47
17. "The Boy Does Nothing" (Videoclipe) 3:51
18. "The Boy Does Nothing" Making The Video 3:36
19. "Hello iTunes" 0:23 (video)

Notas
- No site oficial da cantora foi posto à disposição para download, uma canção promocional "Colours of the Rainbow".

## Histórico de lançamento
| Região      | Data                    | Editora        |
| ----------- | ----------------------- | -------------- |
| Reino Unido | 24 de Novembro de 2008  | Asylum Records |
| Irlanda     | 24 de Novembro de 2008  | Asylum Records |
| Europa      | 20 de Fevereiro de 2009 | Warner Music   |
| Polónia     | 23 de Março de 2009     | Warner Music   |
| Brasil      | 23 de Abril de 2009     | Warner Music   |
| Alemanha    | 8 de Maio de 2009       | Warner Music   |
| Espanha     | 12 de Maio de 2009      | Warner Music   |

## Posições
| Tabela (2009)                          | Melhor posição |
| -------------------------------------- | -------------- |
| Dutch Albums Chart                     | 80             |
| Finnish Albums Chart                   | 23             |
| French Albums Chart                    | 39             |
| Irish Albums Chart                     | 74             |
| Swiss Music Charts\|Swiss Albums Chart | 69             |
| UK Albums Chart                        | 12             |

### Certificações
| País        | Providente                    | Certificação |
| ----------- | ----------------------------- | ------------ |
| Reino Unido | British Phonographic Industry | Ouro         |

### Fim de ano nas tabelas
| Tabela (2008)              | Posição |
| -------------------------- | ------- |
| UK Albums Chart Fim de ano | 181     |